# Tre smeder
Tre smeder (finska: Kolme seppää) är en staty i Helsingfors av Felix Nylund, avtäckt 1932. Statyn står på Tre smeders plats vid korsningen av Alexandersgatan och Mannerheimvägen i stadsdelen Gloet. Statyn föreställer tre nakna smeder som hamrar på ett städ.
Den övre delen av bronsstatyns piedestal av rödgranit omges av den latinska texten "MONUMENTUM - PONENDUM - CURAVIT - LEGATUM - J. TALLBERGIANUM - PRO  HELSINGFORS A.D. MCMXXXII.", översatt till svenska "Statyn uppfördes med hjälp av en donation från J. Tallberg av Pro Helsingfors år 1932"  Tallbergs affärsbyggnad ligger vid den norra kanten av Tre smeders plats.
Statyn skadades av flygbombning under Fortsättningskriget 1944, vilket syns i statyns piedestal.

## Bildgalleri

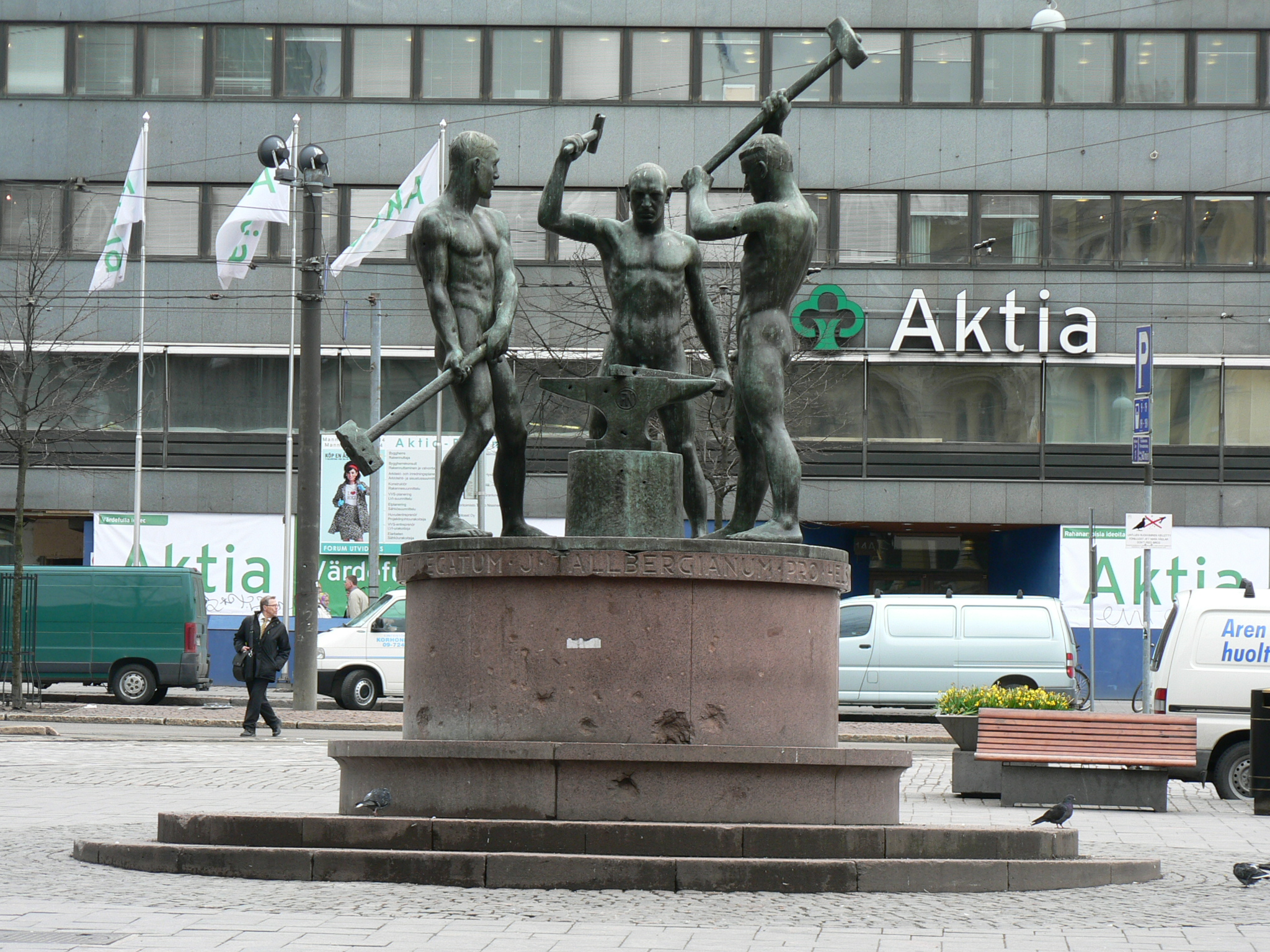
Tre smeder 2007
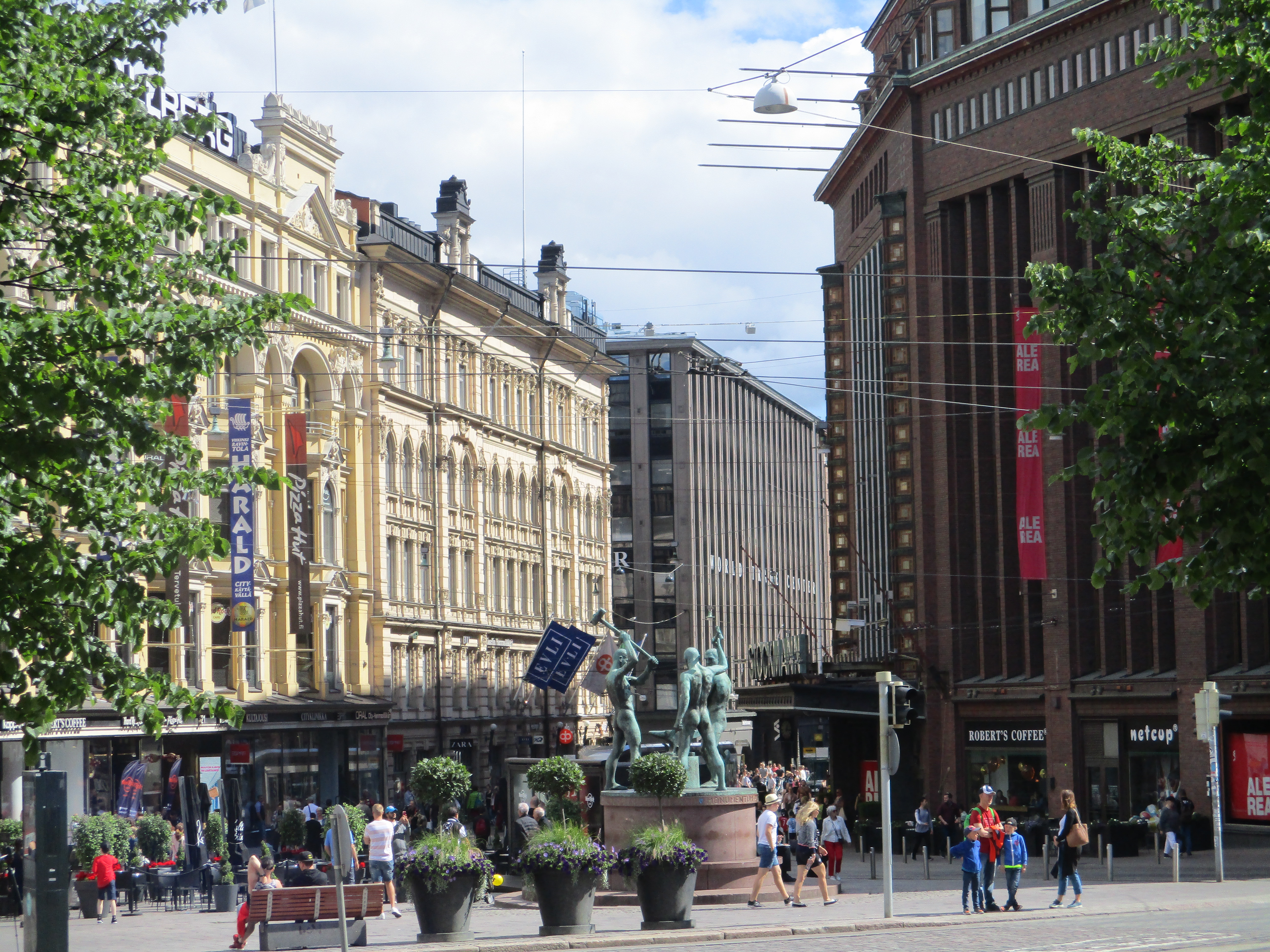
Tre smeders plats 2017